# 35e division d'infanterie (Pologne)
La  35e Division d'Infanterie est une des divisions d'infanterie de réserve de l'armée polonaise durant la Seconde Guerre mondiale. Formée à la hâte entre le 31 août et le 4 septembre 1939, elle n'existe pas avant le début du conflit et de l'invasion de la Pologne.
La division se composait principalement d'unités qui, jusqu'au 1er septembre, occupaient la zone fortifiée de Wilno( Obszar Warowny Wilno), et de forces du Corps de protection des frontières, qui gardaient l'angle nord-est du pays. Après sa formation, la division rejoint le groupe opérationnel de Wyszków.
Le 7 septembre 1939, la division, commandée par le colonel Jarosław Szafran, est envoyée dans la région au sud de Białystok, où elle attend des transports ferroviaires pour se déplacer vers l'ouest. Le lendemain, le commandant en chef polonais Edward Śmigły-Rydz ordonne à la division de marcher jusqu'au nœud ferroviaire de Czeremcha, où elle embarque dans des trains à destination de Lwów, à quelque 500 kilomètres au sud (voir aussi Bataille de Lwów).
Le 13 septembre, la 35e division d'infanterie était prête à prendre part à l'action. L'unité occupe alors la ligne de défense ouest de la ville et le 15 septembre, elle attaque la Wehrmacht qui avance à Kortumowa Gora et Holosko. L'attaque polonaise, au cours de laquelle des baïonnettes furent utilisées, arrêta les Allemands, qui durent faire appel au soutien de l'artillerie. Le 18 septembre, afin de créer un lien avec la 10e brigade de cavalerie motorisée, la 35e D.I. attaque le long de la ligne Holosko - Brzuchowice. L'attaque commença dans l'après-midi et, dans la soirée, les forces polonaises s'emparèrent du complexe d'un sanatorium situé le long de la route de Brzuchowice. Pendant ce temps, la 10e brigade de cavalerie motorisée reçoit l'ordre de percer vers la Hongrie.
Le 19 septembre, les défenseurs polonais de Lwów découvrent que les forces du général Kazimierz Sosnkowski tentent de pénétrer dans la ville depuis les forêts de la région de Jaworów. Le général Władysław Langner ordonne immédiatement à la 35e D.I. d'attaquer les positions allemandes près de Zamarstynow et de Holosko. Après un premier succès, les Polonais sont repoussés par les chars allemands et ne parviennent pas à aider le général Sosnkowski. La 35e D.I., à court de munitions, capitule dans les forêts près de Brzuchowice. Son commandant, le colonel Jarosław Szafran, est ensuite capturé par les Soviétiques et assassiné lors du massacre de Katyn. En outre, le NKVD a assassiné d'autres officiers de la division : 
- Le colonel Lucjan Janiszewski, qui commandait l'infanterie de la division,
- le colonel Piotr Parfianowicz du 205e régiment d'infanterie,
- le colonel Edward Koscinski du 206e régiment d'infanterie,
- le colonel Wladyslaw Jozef Mikolajczyk du 207e régiment d'infanterie,
- le colonel Wladyslaw Aleksander Suryn du 33e[clarification nécessaire] régiment d'artillerie légère
- Le major Jan Wincenty Krolikiewicz de la compagnie sanitaire,
- le major Erwin Ludwik Herman Bordolo de la cour de campagne n° 33.

## Théâtres d'opérations
- 1er septembre au 6 octobre 1939 : Campagne de Pologne